# Mamoru
Mamoru (jap. まもる, マモル) – męskie imię japońskie.

## Możliwa pisownia
Mamoru można zapisać używając wielu różnych znaków kanji i może znaczyć m.in.:
- 守, „opiekun”[1]
- 真守, „prawdziwy, opiekun”
- 衛, „obrona”
- 護, „ochrona”
- 葵

## Znane osoby
- Mamoru Fujieda (守), japoński kompozytor
- Mamoru Hosoda (守), japoński reżyser filmów anime
- Mamoru Imura (守), Japoński wynalazca i kompozytor
- Mamoru Miyano (真守), japoński seiyū, aktor i piosenkarz
- Mamoru Mōri (衛), japoński astronauta
- Mamoru Nagano (護), japoński animator i mangaka
- Mamoru Oshii (守), japoński reżyser filmowy i scenarzysta
- Mamoru Shigemitsu (葵), japoński minister spraw zagranicznych
- Mamoru Takuma (守), japoński morderca

## Fikcyjne postacie
- Mamoru Akasaka (衛), bohater poboczny gry visual novel Higurashi no naku koro ni
- Mamoru Chiba (衛), bohater mangi i anime Czarodziejka z Księżyca
- Mamoru Endō (Mark Evans) (守), główny bohater sportowej gry wideo, mangi i anime Inazuma 11
- Mamoru Itsuki (守), główny bohater gry wideo Forbidden Siren
- Mamoru Izawa (守), bohater mangi i anime Kapitan Jastrząb
- Mamoru Kagemori (マモル), główny bohater light novel Kage Kara Mamoru!
- Mamoru Takamura (守), bohater mangi i anime Hajime no Ippo
- Mamoru Yoshimura (護), główny bohater light novel i anime Mamoru-kun ni Megami no Shukufuku wo!